# U.S. Sambenedettese
L'U.S. Sambenedettese S.R.L. è una società di calcio italiana con sede nel comune di San Benedetto del Tronto. Milita nel campionato di Serie C.
Originariamente fondata il 4 aprile 1923 in seguito alla fusione di 3 squadre locali (Fortitudo, Serenissima, Forza e Coraggio), vanta 67 campionati nell'area del professionismo, di cui 21 partecipazioni al campionato di Serie B; ha trascorso buona parte della propria storia a rifondarsi che in Serie C e Serie C1. I periodi più vittoriosi della Sambenedettese sono ascrivibili alle presidenze di Domenico Roncarolo, che guidò la società dal 1948 al 1966, e Ferruccio Zoboletti alla guida della società dal 1981 al 1990. Il suo palmarès annovera, a livello nazionale, un campionato LNP di terza serie a girone unico (1955-1956) e una Coppa Italia Serie C (1991-1992), oltre ad altri due campionati interregionali LSP sempre di Serie C.
La squadra marchigiana si colloca al 46º posto nella classifica perpetua della Serie B e al 59º posto nella graduatoria della tradizione sportiva italiana secondo i criteri della FIGC.

## Storia

### Dagli esordi agli anni quaranta
La Sambenedettese calcio nasce il 4 aprile 1923 presso Villa Cerulli, in via Ugo Bassi a San Benedetto del Tronto. Qui il gioco del calcio viene praticato già da molto tempo (dal 1907), grazie all'attività di squadre locali. A San Benedetto il dott. Italo Foschi, nativo di Corropoli e futuro presidente della Roma, contribuisce, per mezzo del cugino Silvio, alla fondazione della squadra cittadina: la US Sambenedettese, creata a seguito della fusione delle 3 compagini pre-esistenti. Per la nuova squadra si scelgono i colori sociali bianco-verde; non partecipa a nessun campionato F.I.G.C., non disponendo di un campo di gioco; nel 1926 viene inaugurato il campo di piazza San Giovanni Battista, detto "La trappoletta", e la Samb si iscrive al campionato di Terza Divisione Marche. Il presidente è Ludovico Giovannetti; dopo pochi mesi c'è una scissione per liti interne e alcuni calciatori si trasferiscono a un'altra società, il Torrione. Nel 1928 compaiono i colori attuali, rosso e blu, che sono anche i colori dello stemma cittadino; tra i calciatori spicca il bomber Tommaso Marchegiani, detto Massì e il portiere Pietro Cosignani. Tre anni dopo viene inaugurato il campo polisportivo “Littorio”, che nel 1944 viene intitolato a "Massì" Marchegiani, morto in un bombardamento durante la guerra, e infine nel 1949 ai fratelli Aldo Ballarin e Dino Ballarin, calciatori del Grande Torino, vittime della tragedia di Superga. Nella stagione 1946-1947 la Samb sfiora le fasi finali per andare in Serie B, ma perde il proprio girone, finendo a un solo punto dalla Maceratese; l'attaccante Luigi Traini (I) finisce per mettere a segno in quella stagione la bellezza di 32 goal, un record per le 24 gare disputate: il suo apporto mancherà solo in due partite delle 26 effettive del torneo.

### Gli anni cinquanta e sessanta

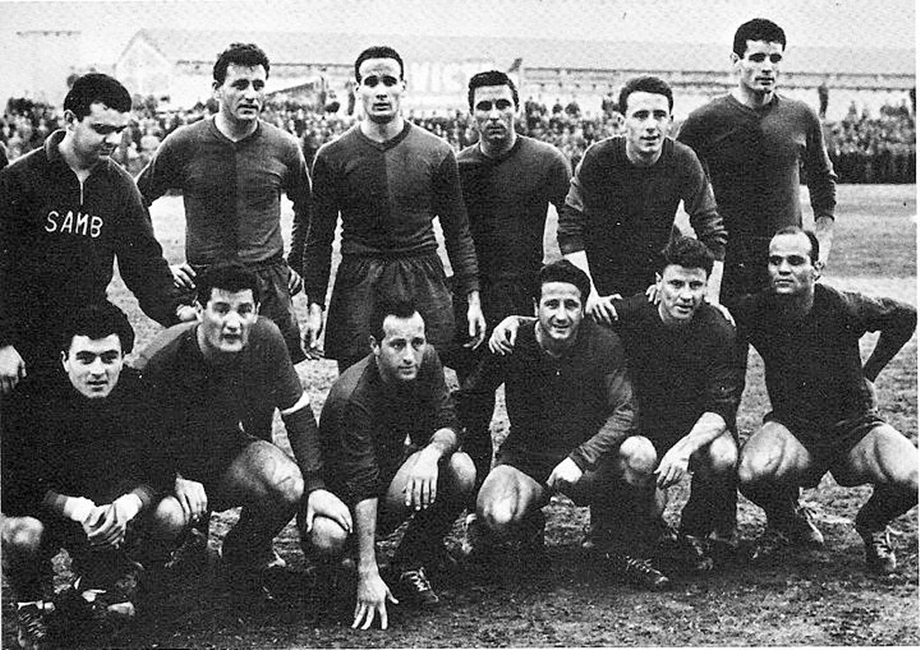
La formazione della Samb vincitrice del campionato di Serie C 1955-1956

Il campionato di Serie C a girone unico 1955-1956 vede la promozione in Serie B della Samb, che totalizza 44 punti a pari merito col Venezia; la Samb mantiene il campo imbattuto e, con 61 reti segnate, risulta anche il miglior attacco del torneo. Il presidente è Domenico Roncarolo (sua l'idea di chiedere aiuto finanziario ai pescatori locali), l'allenatore Bruno Biagini, il capitano Alberto Astraceli.
Nei sette campionati cadetti del primo ciclo (1956/1963), la Sambenedettese affronta squadre blasonate come Torino, Napoli, Lazio, Bari, Alessandria, Triestina, Genoa e Palermo e, grazie ai successi conquistati sul campo, San Benedetto del Tronto, città di appena 25 000 abitanti, riceve l'appellativo di Regina calcistica delle Marche.
Dal 1963 e per un decennio la Sambenedettese milita ininterrottamente in Serie C nei gironi B e C, sempre nelle prime posizioni e tentando di risalire in Serie B. Nel 1965, nel corso di un derby con l'Ascoli, l'attaccante della Samb Alfiero Caposciutti è protagonista di un involontario scontro di gioco che costa la vita al portiere dell'Ascoli Roberto Strulli.

### Gli anni settanta
Nel 1974 la Sambenedettese stravince il campionato, allenata da Marino Bergamasco, per anni l’ombra di Nereo Rocco al Milan e al Torino. Il tecnico triestino, così come Eliani, guida per sei campionati, in anni diversi, la Sambenedettese. Gioca con un libero fisso (Anzuini) e un centrocampo stile Olanda formato da Castronaro, Valà e Simonato. Le ali sono Ripa e Basilico e il centravanti è Francesco Chimenti: è lui il capocannoniere della squadra, con 20 dei 49 gol realizzati, per un totale di 54 punti. Nel 1975-1976 si ripete dopo 14 anni la sfida di Coppa Italia con la Juventus: i campioni d'Italia uscenti sono fermati in casa 2-2.

La Sambendettese nella stagione di Serie B 1979-1980

Termina la prima era di Marino Bergamasco sulla panchina della Samb. Vi approda Eugenio Fantini, ma non ha fortuna e viene ben presto esonerato. È il turno del duo Tribuiani-Traini. In questa formazione giocano Sandro Vanello, Franco Colomba e Otello Catania, che hanno giocato in Serie A con Inter, Palermo, Bologna, Cesena e Genoa. Dei giovani spicca Arcadio Spinozzi, che andrà al Verona in Serie A insieme al portiere Pippo Pozzani. La Samb ottiene la salvezza nella gara interna con il Como e può festeggiare in anticipo.
Nel campionato 1977-1978 torna sulla panchina rossoblù Bergamasco. In questa squadra il bomber ancora Chimenti con dieci gol. In evidenza si pone un giovanissimo Francesco Guidolin, che colleziona 35 presenze. La Samb in quella stagione sfiora la promozione in Serie A.

### Gli anni ottanta e novanta
Durante il campionato 1980-1981 il presidente Arduino Caioni passa il testimone a Ferruccio Zoboletti, reggiano di nascita ma sambenedettese d'adozione. L'allenatore è l'emergente Nedo Sonetti, che conquista l'immediata promozione in Serie B: tra i protagonisti, il giovane portiere Walter Zenga, in prestito dall'Inter, e Luigi Cagni. Nel 1983-1984 Nedo Sonetti abbandona la Samb, che viene allenata da Roberto Clagluna: da segnalare la vittoria per 2-0 in Coppa Italia contro l'Inter, con due reti di Paolo Alberto Faccini. Nel 1988-1989 Clagluna lascia il posto, dopo 4 giornate, a Enzo Riccomini, che non riesce a evitare la retrocessione in Serie C1: in rosa ci sono Luca Marcato, Aladino Valoti e il portiere Adriano Bonaiuti. Nella stagione 1991-1992 la Samb vince la Coppa Italia Serie C 1991-1992, battendo in finale il Siena. La stagione 1992-1993 (in cui per la prima volta la Samb è inserita nel girone A) vede l'alternarsi in panchina di Claudio Tobia, Zibì Boniek e l'esordiente Ivo Iaconi, che centra la salvezza.
Il campionato 1989-1990 vede la seconda retrocessione consecutiva della Samb, stavolta in Serie C2, categoria mai affrontata prima. Nel 1994 si ha il primo fallimento societario e la Sambenedettese è costretta a ripartire dal campionato di Eccellenza Marche.

### Gli anni duemila e duemiladieci
Nell'estate 2000 la svolta: la Sambenedettese viene acquistata da Luciano Gaucci, già proprietario di Perugia e Viterbese e neoacquirente anche del Catania. Dopo un'iniziale crisi di risultati, la squadra viene affidata all'allenatore Giovanni Mei e vince il campionato di Serie D 2000-2001 con grande vantaggio; tra i giocatori il bomber Fabrizio Fermanelli, lo stopper Stefano Colantuono e il portiere Stefano Visi.
Il campionato di Serie C2 girone B 2001-2002 non è facile per la Samb: si alternano in panchina Mei, Paolo Beruatto, Enrico Nicolini e infine Stefano Colantuono, che smette di giocare accomodandosi in panchina. Quando accetta l'incarico la Samb è in bassa classifica a 9 giornate dal termine, ma con una serie di 9 vittorie consecutive riesce ad agguantare il 5º posto, l'ultimo utile per i play-off. La Samb vince la semifinale con il Rimini e poi la finale con il Brescello davanti a circa 11.000 spettatori (il ritorno, che si gioca allo Stadio Ennio Tardini di Parma, vede l'esodo di 7.000 tifosi rossoblù che raggiungono la città emiliana), conquistando la promozione in Serie C1. Il 4 agosto 2015 l'industriale Franco Fedeli rileva ufficialmente le quote di Moneti, diventando l'azionista di maggioranza nonché il presidente dell'A.S.D. Sambenedettese Calcio. Il 10 aprile 2016, vincendo il girone F del campionato nazionale di Serie D con 4 giornate di anticipo, la Sambenedettese, allenata da Ottavio Palladini, è promossa in Lega Pro e torna al calcio professionistico dopo 7 anni.
Nel 2020/2021 la Società Sportiva Sambenedettese fallisce e termina la stagione in esercizio provvisorio, non venendo iscritta alla C nella stagione successiva.

### Dagli anni duemilaventi
Il 25 maggio 2021 il titolo calcistico di serie D è assegnato all'imprenditore Roberto Renzi. Al termine della stagione 2022-2023, durante la quale la situazione societaria precipita a causa di inadempienze da parte della dirigenza, il 4 agosto 2023 la A.S. Sambenedettese viene esclusa dal campionato di Serie D. In precedenza il 27 luglio 2023 la Co.Vi.So.D aveva già emesso la sentenza dell'esclusione dal massimo campionato dilettantistico.
Nel giugno 2023 la società del Porto d’Ascoli Calcio del presidente Vittorio Massi cambia la denominazione e colori sociali, conservandone la matricola FGCI 76319. Il Porto D'Ascoli diventa San Benedetto Calcio, per non far scomparire il calcio nella città di San Benedetto del Tronto. Il presidente della FIGC Gabriele Gravina, ufficializza la richiesta del sindaco di San Benedetto del Tronto Antonio Spazzafumo e del presidente dell'ex Porto D'Ascoli Vittorio Massi di cambiare denominazione in U.S. Sambenedettese, la quale arriva al quarto posto.
Nella stagione 2024-2025, la Sambenedettese è protagonista assoluta del proprio girone di Serie D: dopo aver mantenuto il primo posto dall'inizio alla fine del campionato, la squadra ottiene infine la promozione con tre giornate d'anticipo, dopo la vittoria sul campo del Teramo, ritrovando così la Serie C dopo quattro anni.

## Colori e simboli

### Colori sociali
| Periodo       | Colori                                                      | Denominazione                   |
| ------------- | ----------------------------------------------------------- | ------------------------------- |
| 1926-1927     |                                                             | Unione Sportiva Sambenedettese  |
| 1927-1934     |                                                             | Società Atletica Sambenedettese |
| 1934-1936     | Dopolavoro Sambenedettese                                   |                                 |
| 1936-1972     | Società Sportiva Sambenedettese                             |                                 |
| 1972-1994     | Sambenedettese Calcio                                       |                                 |
| 1994-2006     | Sambenedettese Calcio 1923                                  |                                 |
| 2006-2009     | Società Sportiva Sambenedettese Calcio                      |                                 |
| 2009-2013     | Unione Sportiva Sambenedettese 1923                         |                                 |
| 2013-2015     | Associazione Sportiva Dilettantistica Sambenedettese Calcio |                                 |
| 2015-2016     | Società Sportiva Dilettantistica Sambenedettese             |                                 |
| 2016-2021     | Società Sportiva Sambenedettese                             |                                 |
| 2021-2023     | Associazione Sportiva Sambenedettese                        |                                 |
| 2023-presente | U.S. Sambenedettese                                         |                                 |

La formazione della Samb con la classica divisa da trasferta, qui presso lo stadio Giuseppe Meazza di Milano, impegnata contro il, nel campionato di Serie B 1982-1983

La prima maglia della U.S. Sambenedettese, indossata nelle amichevoli, era di colore verde e bianco. Le maglie e i pantaloncini da gioco venivano confezionati direttamente dalle famiglie dei calciatori. Il passaggio al rossoblù avvenne a seguito di una ricerca del calciatore Francesco Sciocchetti, che negli archivi comunali scoprì che i colori indossati dal soldato-martire Benedetto erano il rosso e il blu. Si decise quindi di usarli anche per i colori sociali della squadra, a partire già dal primo incontro ufficiale della storia, disputato contro il Circolo Sportivo Vigor Ascoli. Dal 1928 le tinte istituzionali della Sambenedettese sono il rosso e il blu, mutuati dal gonfalone municipale di San Benedetto del Tronto. Il completo da trasferta è solitamente bianco con dettagli rossoblù.
Ecco di seguito una carrellata di alcuni dei template adottati nel corso della storia del club.
| Divisa del primo campionato di Serie B 1956-1957 | Divisa di casa del campionato di Serie B 1983-1984 | Divisa da trasferta 1984-1985 | Divisa Adidas 1987-1988 |

| 3ª divisa Lotto 2015-2016 | Divisa Erreà 2017-2018 | Divisa Ready 2018-2019 | Divisa Nike 2020-2021 |

### Simboli ufficiali
I simboli iconicamente legati alla squadra sono la lancetta (tipica imbarcazione a vela di piccole dimensioni usata dai pescatori sambenedettesi) e la Torre dei Gualtieri (localmente nota come Torrione, presente altresì nel blasone araldico cittadino). Dal giugno 2023, con il cambio di denominazione del Porto d'Ascoli prima in San Benedetto Calcio poi in U.S. Sambenedettese, il simbolo è il Monumento al pescatore, dedicato alla gente di mare ed alla storia dei pescatori di San Benedetto del Tronto.

#### Stemma
I suddetti simboli sono dunque ricorrenti negli stemmi che la società marchigiana si è attribuita nel corso della propria storia.

Lo stemma della Sambenedettese fino al 2009
Lo stemma della Sambenedettese dal 2009 al 2013
Lo stemma della Sambenedettese dal 2014 al 2021
Lo stemma della Sambenedettese dal 2021 al 2022
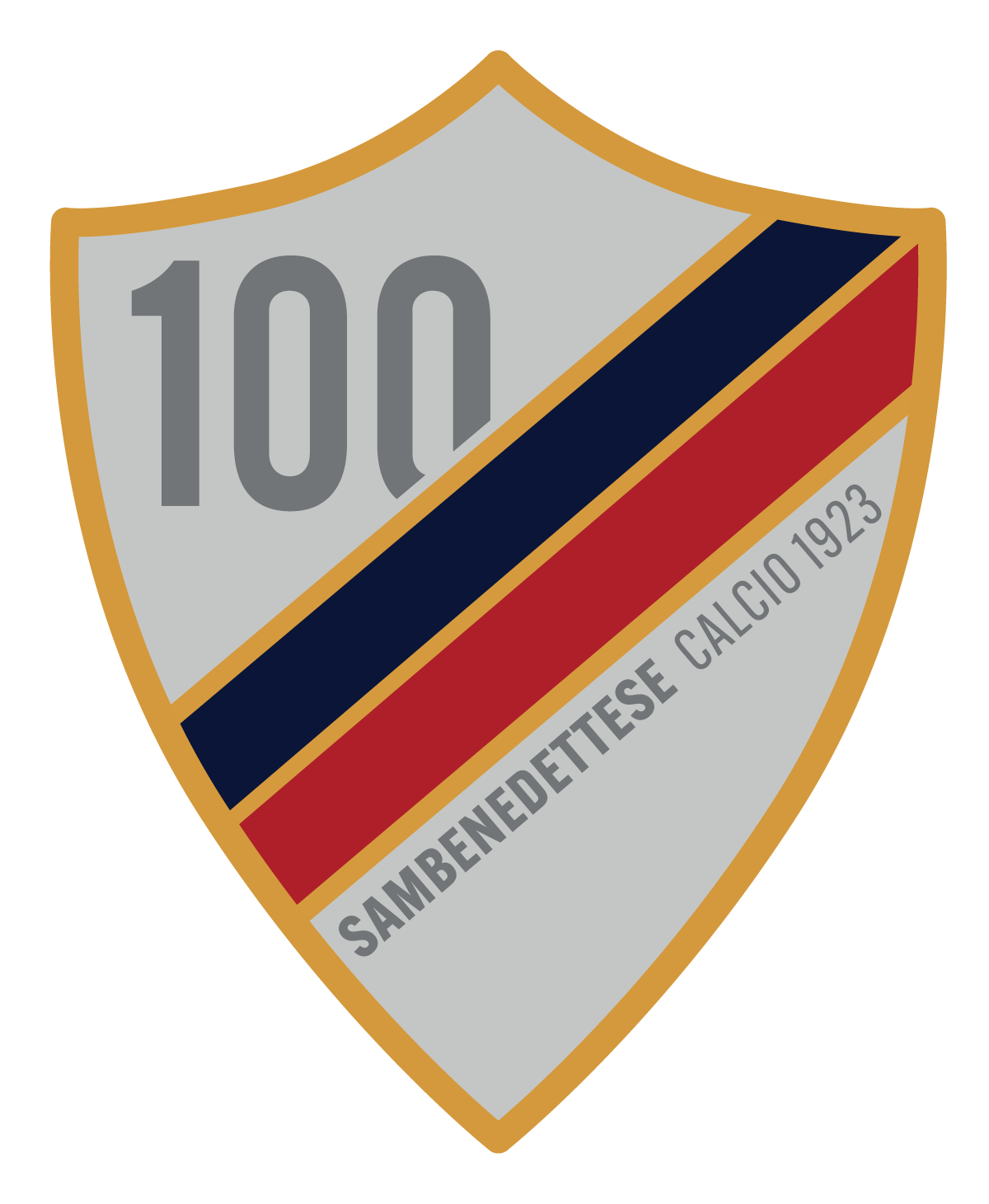
Lo stemma della Sambenedettese dal 2022 al 2023

#### Inno
L'inno è eseguito allo stadio Riviera delle Palme a inizio partita.
In precedenza si sono poi succeduti altri due inni. Negli anni ottanta è stata la volta dell'inno Siamo la Samb. Negli anni duemila è stata la volta di Gino prepara lo spino, l'inno prende spunto da un coro degli Ultras Samb, che richiama la tradizione marinara della città di San Benedetto del Tronto e del forte attaccamento alla squadra locale. Un coro per la quale la Curva Nord Massimo Cioffi ha preso in prestito note e melodia del singolo Zum Zum Zum di Mina. L'inno è cantato dagli stessi Ultras.
Rosso è il colore del vino
 
Gino prepara lo spino
 
la curva che vuole fumare!
 
La voglia di Samba che cresce

dal porto che puzza di pesce!
 
Di corsa io vado allo stadio

la curva che vuole fumare!»
(Ultras Samb, Gino Prepara Lo Spino)
È stata usata anche Nuttate de lune, una canzone popolare degli anni trenta, riconosciuta come l’inno della Città e dei sambenedettesi, ispirata alla marineria locale.

## Strutture

### Stadio

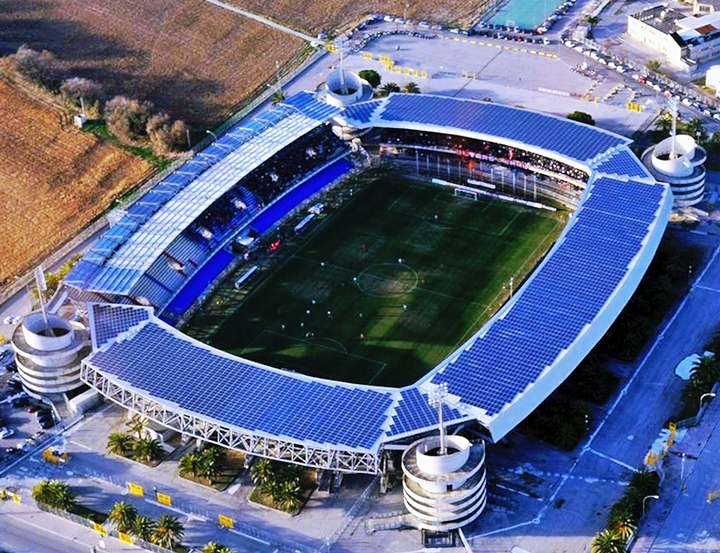
Vista aerea dello stadio Riviera delle Palme di San Benedetto del Tronto

Lo stadio che ospita le partite interne dei rossoblù è lo stadio Riviera delle Palme. Lo stadio fu costruito a metà degli anni ottanta e premiato in Lussemburgo come miglior opera sportiva in acciaio del 1985 dall'Associazione Europea Costruzioni in Acciaio. Fu inaugurato il 10 agosto 1985 con una partita amichevole fra la Lazio e la Sambenedettese, anche se molti considerano l'inaugurazione ufficiosa quella del 13 agosto 1985 con una partita amichevole fra il Milan e la Sambenedettese.
Fino al 1930 la squadra giocava le sue partite presso il Campo Unione, inaugurato nel maggio 1926, situato nell'attuale piazza San Giovanni Battista e denominato la Trappoletta o la Cajenna per l'atmosfera claustrofobica creata dalle mura di recinzione.
Nel 1931 venne inaugurato il campo polisportivo Littorio che divenne la nuova sede per le partite della squadra. Nel 1949 il Littorio, divenuto comunale dopo la caduta del regime fascista, fu intitolato ai "Fratelli Ballarin" in onore dei caduti della Tragedia di Superga. La Sambenedettese ha disputato i suoi campionati presso lo stadio Fratelli Ballarin fino al campionato di Serie B 1984-1985.
(Bruno Ranieri intervistato dal Il Foglio)

### Il Rogo del Ballarin

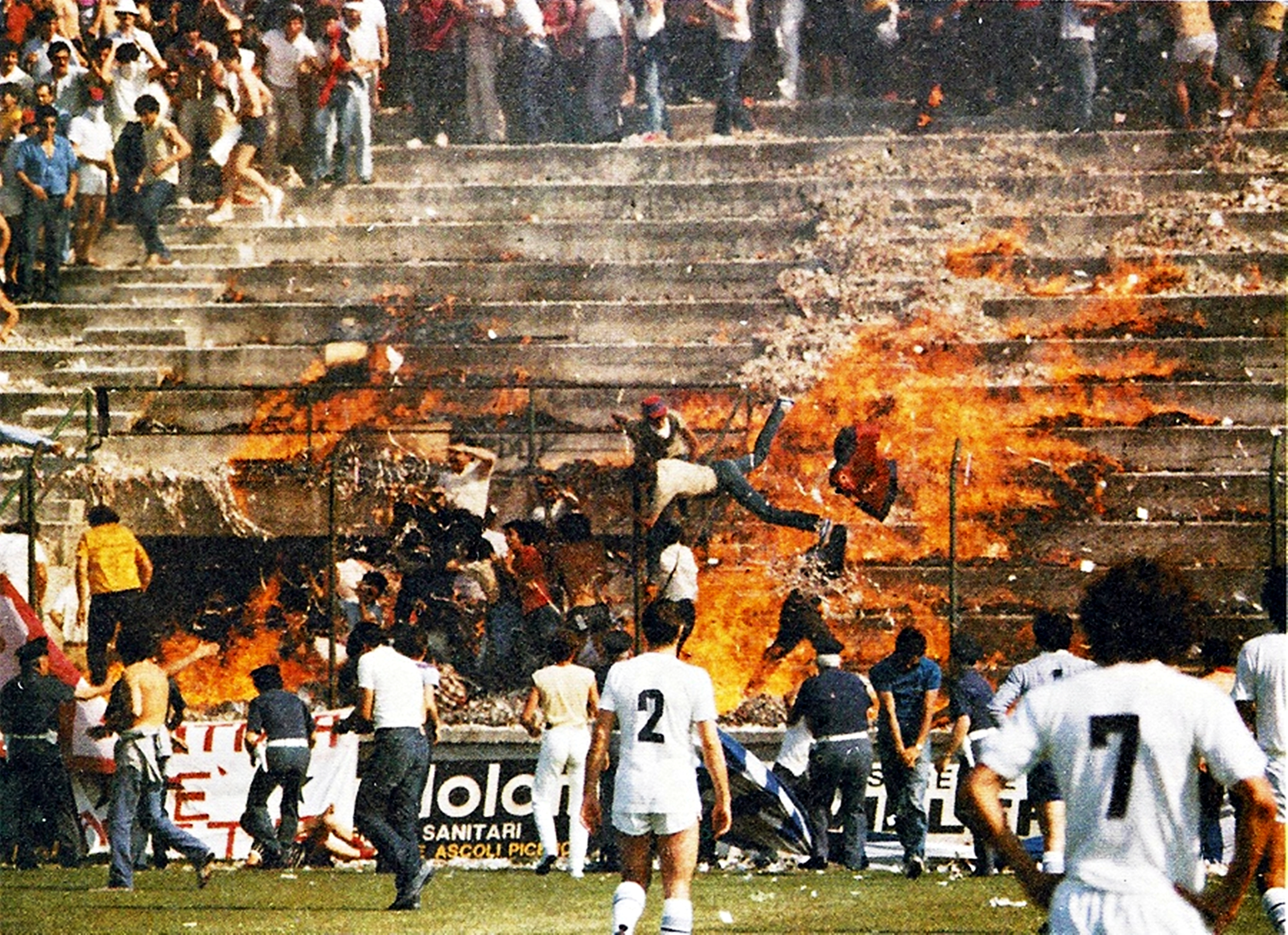
La gradinata sud ormai preda delle fiamme.

Il 7 giugno 1981, poco prima del calcio d'inizio dell'incontro Sambenedettese-Matera, si sviluppò un incendio nella gradinata sud, settore degli Ultras sambenedettesi, originato da una coreografia di cartoncini che andò a fuoco. La gradinata si trasforma in una trappola. Le oltre 3.500 persone che assiepavano il settore si trovarono nel mezzo di un incendio.
Alcuni si spostarono alla loro destra verso il settore distinti, alcuni verso la tribuna ovest, riuscendo a salvarsi. Altri, istintivamente, si buttarono di sotto nel tentativo di sfollare sul campo, ma quel giorno i cancelli di emergenza erano chiusi e gli idranti non funzionavano, inoltre i soccorritori non trovarono le chiavi per aprirli.
Diverse decine di persone furono completamente avvolte dalle fiamme, altre rimasero schiacciate dalla folla impazzita. L'incendio causò la morte di due ragazze, Maria Teresa Napoleoni di 23 anni e Carla Bisirri di 21 anni. Vi furono inoltre 64 ustionati di cui 11 in gravi condizioni e un totale di 168 feriti.
A tutt'oggi si deve considerare la più grave e la più grande tragedia accaduta all'interno di uno stadio italiano.

### Centro di allenamento
Il centro sportivo "Samba Village" è situato nella frazione di Stella nel comune di Monsampolo del Tronto, in provincia di Ascoli Piceno, ed è il quartier generale e centro per gli allenamenti della prima squadra della Sambenedettese. Il nuovo centro sportivo è operativo dalla fine della stagione estiva 2020.

## Società

### Organigramma societario
In carica dal 9 luglio 2023:
- Presidente: Vittorio Massi
- Vice presidente/direttore generale: Fausto Massi
- Dirigente responsabile addetto all'arbitro: Sandro Marucci
- Dirigente coordinatore: Pierluigi Traini
- Direttore sportivo: Stefano De Angelis
- Responsabile settore giovanile: Dino Grilli
- Responsabile comunicazione/Team manager: Giuseppe Marzetti
- Dirigente: Aldo Mosca
- Dirigente: Antonio Grandoni
- Responsabile organizzazione eventi stadio: Michel Maccarone
- Responsabile marketing: Maurizio Di Ubaldo
- Responsabile commerciale: William Clementi
- Legale: Carlo Rombolà
- Consulente: Massimiliano Fanesi

### Sponsor
Di seguito l'elenco degli sponsor tecnici e ufficiali della Sambenedettese.
- 1978-1979 -
- 1979-1981 -
- 1984-1986 Torello Sport
- 1986-1987 -
- 1987-1988 Adidas
- 1998-1989 Erreà
- 1989-1992 Top 87
- 1991-1995 Pienne
- 1996-1997 Gems
- 1997-1998 Uhlsport
- 1998-1999
- 2000-2005 Galex
- 2004-2005 A-Line
- 2006-2009 Diadora
- 2009-2010 Erreà
- 2011-2013 Joma
- 2013-2014 Lotto
- 2014-2017 Joma
- 2017-2018 Erreà
- 2018-2019 Ready
- 2019-2020 Macron
- 2020-2021 Nike
- 2021-2022 Adidas
- 2022-2023 Nike
- 2023-oggi Kappa

- 1981-1982 POP84
- 1982-1984 Casucci jeans
- 1984-1985 Pellicce Canali
- 1985-1986 Blooming
- 1986-1987 -
- 1987-1988 Margela
- 1988-1989 Casucci junior
- 1989-1990 Martinmobili
- 1990-1995 Conad
- 1995-1996 Central Frigo Marconi
- 1996-1997 PalmBeach Travel
- 1998-2001 Carisap
- 2001-2002 Toyota
- 2002-2004 SEBA eurocornici
- 2004-2005 Frigomeccanica Industrialesud
- 2004-2005 Riviera delle Palme
- 2006-2009 Globo
- 2008-2009 Maracanà sportstore
- 2009-2010 Vivimind
- 2010-2011 CityPoste
- 2011-2012 Securcod
- 2013-2014 Sigma
- 2014-2015 Sciarra
- 2015-2016 Elite, Sciarra (retro)
- 2016-2017 Elite, Reale Mutua (retro)
- 2017-2018 Elite
- 2018-2019 Elite
- 2019-2020 Elite, GlobalCristal
- 2020-2021 Sudaires, Reale Mutua (retro), Netoip (manica)
- 2022- Sideralba, Hārena (retro)
- 2023- Sideralba, Giudici & Polidori
- 2025- Saxa, Giudici & Polidori

### Settore giovanile
Il settore giovanile della Sambenedettese è formato da squadre che giocano nei campionati Berretti, Allievi Nazionali e Regionali, Giovanissimi Nazionali e Regionali e gli Esordienti Regionali Under-13. Inoltre dispone di una scuola di formazione calcistica, la cui denominazione è Sambenedettese Academy. Il responsabile organizzativo del settore giovanile è Claudio Forti.
Nel corso dei decenni il vivaio Sambenedettese ha sempre contribuito all'accrescimento tecnico della prima squadra, dai primi anni di attività del club fino a oggi: negli anni quaranta, durante il periodo della Seconda guerra mondiale, iniziò a giocare nelle giovanili della Sambenedettese Luigi Traini, per poi esordire in prima squadra in Serie C nel dopoguerra, divenuto uno dei simboli della società rivierasca nonché il calciatore ad'aver realizzato più reti nella Sambenedettese. Negli anni 1950 cresce nel settore giovanile Rinaldo Olivieri, per poi debuttare nella Sambenedettese nel campionato di serie C. Negli anni sessanta, crescono e debuttano nella sambenedettese l'attaccante Nicola Traini e Giuseppe Valà dove diventa una vera e propria bandiera, negli anni settanta debutta Arcadio Spinozzi, difensore cresciuto e lanciato nel calcio professionistico dalla Sambenedettese nel campionato di serie C; sempre in quel decennio è la volta dell'attaccante Marco Romiti e del centrocampista Italo Schiavi, è negli anni ottanta, periodo nel quale il vivaio sambenedettese lancia il maggior numero di calciatori che si sono imposti tra i professionisti: Enrico Piccioni, Pasquale Minuti, Giorgio Lunerti, Luigi Voltattorni, Mariano Coccia, Sebastiano Vecchiola, Massimiliano Fanesi, Stefano Visi, Gianfranco Parlato, Ottavio Palladini e Antonio Chimenti, fino ad arrivare alla metà negli anni novanta, quando il vivaio sambenedettese lancia nel professionismo il difensore Mirko Cudini e l'attaccante Cristian Bucchi.
Nelle competizioni giovanili ha al suo attivo un Campionato Juniores Nazionali (1998-99), due Campionati regionali Giovanissimi (2010-11, 2014-15), due Campionati regionali Allievi (2012-13, 2014-15) e una Coppa Allievi Professionisti (2005-06). Vanta diverse partecipazioni al Torneo di Viareggio.

## La Sambenedettese nella cultura di massa
Nel film L'allenatore nel pallone, diretto da Sergio Martino, la prima scena di esultanza del pubblico per la Longobarda promossa in Serie A, all'inizio del film, è in realtà quella dei tifosi della Sambenedettese per la salvezza ottenuta l'anno prima, tratta dal repertorio di una partita di Serie B del 1983/84 tra la Sambenedettese e la Pistoiese, giocatasi alla penultima giornata di quel campionato allo Stadio Fratelli Ballarin di San Benedetto del Tronto.
Nei decenni la Sambenedettese è stata evocata, citata, presa a paragone in termini goliardici; fra le personalità vi sono il giornalista e radiocronista Sandro Ciotti, Massimo D’Alema, Beppe Severgnini, Giampiero Mughini e Pippo Franco.

## Allenatori e presidenti
- 1926-1938 ...
- 1938-1939  József Zilisy
- 1939-1941  Antonio Moretti
- 1941-1943 ...
- 1945-1946  Paolo Colli
- 1946-1947  Antonio Moretti
- 1947-1950  Alfredo Notti
- 1950-1952  Valeriano Ottino
- 1952-1953  Valeriano Ottino (1ª-20ª)
 Piero Pasinati (21ª-34ª)
- 1953-1954  József Zilisy (1ª-15ª)
 Piero Pasinati (16ª-34ª)
- 1954-1955  Alfredo Notti
- 1955-1956  Bruno Biagini
- 1956-1957  Bruno Biagini (1ª-18ª)
 Francesco Capocasale (19ª-34ª)
- 1957-1958  Ugo Amoretti
- 1958-1959  Alberto Eliani
- 1959-1960  Alberto Eliani (1ª-26ª)
 Leandro Remondini (27ª-38ª)
- 1960-1961  Alberto Eliani (1ª-13ª)
 Enrico Radio (14ª-38ª)
- 1961-1962  Osvaldo Fattori (1ª-12ª)
 Alberto Eliani (13ª-38ª)
- 1962-1963  Francesco Petagna (1ª-13ª)
 Dino Spinozzi (14ª-16ª)
 Piero Pasinati (17ª-25ª)
 Volturno Diotallevi (26ª-38ª)
- 1963-1964  Mario Caciagli
- 1964-1965  Pietro Castignani (1ª-?ª)
 Alberto Eliani (?ª-34ª)
- 1965-1966  Alberto Eliani
- 1966-1967  Giorgio Valentinuzzi (1ª-?ª)
 Luigi Traini (I) e  Spinozzi (?ª-34ª)
- 1967-1968  Alberto Eliani
- 1968-1969  Alberto Eliani (1ª-?ª)
 Mauro Mari (?ª-38ª)
- 1969-1971  Natale Faccenda
- 1971-1972  Natale Faccenda (1ª-?ª)
 Piero Persico (?ª-38ª)
- 1972-1973  Piero Persico (1ª-?ª)
 Marino Bergamasco (?ª-38ª)
- 1973-1976  Marino Bergamasco
- 1976-1977  Eugenio Fantini (1ª-11ª)
 Luigi Traini (I) e  Nicola Tribuiani (12ª-38ª)
- 1977-1978  Marino Bergamasco
- 1978-1979  Nicola Tribuiani (1ª-7ª)
 Lauro Toneatto (8ª-38ª)
- 1979-1980  Pietro Maroso (1ª-6ª)
 Marino Bergamasco (7ª-38ª)
- 1980-1983  Nedo Sonetti
- 1983-1984  Roberto Clagluna
- 1984-1985  Francesco Liguori (1ª-22ª)
 Guido Mazzetti (23ª-38ª)
- 1985-1986  Giampiero Vitali
- 1986-1987  Roberto Clagluna
- 1987-1988  Angelo Domenghini
- 1988-1989  Angelo Domenghini (1ª-4ª)
 Piero Persico (5ª)
 Enzo Riccomini (6ª-38ª)
- 1989-1990  Maurizio Simonato (1ª-?ª)
 Paolo Beni (?ª-?ª)
 Bruno Pace (?ª-16ª)
 Cané (17ª-25ª)
 Bruno Pace (26ª-34ª)
- 1990-1992  Giorgio Rumignani
- 1992-1993  Claudio Tobia (1ª-?ª)
 Ivo Iaconi (?ª-?ª)
 Zbigniew Boniek (?ª-?ª)
 Ivo Iaconi (?ª-34ª)
- 1993-1994  Diego Di Feliciantonio
- 1994-1995  Francesco Chimenti (I)
- 1995-1997  Bruno Piccioni
- 1997-1998  Aldo Ammazzalorso
- 1998-1999  Massimo Silva
- 1999-2000  Giuseppe Donatelli (1ª-?ª)
 Ruggero Cannito (?ª-34ª)
- 2000-2001  Giovanni Mei
- 2001-2002  Giovanni Mei (1ª-?ª)
 Enrico Nicolini (?ª-?ª)
 Stefano Colantuono (?ª-?ª)
 Italo Schiavi (?ª-34ª)
- 2002-2003  Gabriele Matricciani e  Stefano Colantuono
- 2003-2004  Sauro Trillini (1ª-?ª)
 Salvatore Vullo (?ª-34ª)
- 2004-2005  Davide Ballardini
- 2005-2006  Giuseppe Galderisi (1ª-?ª)
 Luciano Zecchini (?ª-?ª)
 Giuseppe Giannini (?ª-?ª)
 Francesco Chimenti (?ª-?ª)
 Luigi Voltattorni (?ª-34ª)
- 2006-2007  Guido Ugolotti
- 2007-2008  Guido Ugolotti (1ª-12ª)
 Enrico Piccioni (13ª-34ª)
- 2008-2009  Enrico Piccioni (1ª-19ª)
 Salvo Fulvio D'Adderio (20ª-30ª)
 Giorgio Rumignani (31ª-34ª e play-out)
- 2009-2010  Pasquale Minuti (1ª-2ª)
 Ottavio Palladini (3ª-38ª)
- 2010-2011  Ottavio Palladini (1ª-3ª)
 Luigi Boccolini (4ª-26ª)
 Ottavio Palladini (27ª-38ª)
- 2011-2013  Ottavio Palladini
- 2013-2014  Andrea Mosconi
- 2014-2015  Andrea Mosconi (1ª-13ª)
 Silvio Paolucci (14ª-34ª)
- 2015-2016  Loris Beoni (1ª-8ª)
 Ottavio Palladini (9ª-34ª)
- 2016-2017  Ottavio Palladini (1ª-20ª)
 Stefano Sanderra (21ª-38ª e play-off)
- 2017-2018  Francesco Moriero (1ª-13ª)
 Ezio Capuano (14ª-37ª)
 Francesco Moriero (38ª e play-off)
- 2018-2019  Giuseppe Magi (1ª-4ª)
 Giorgio Roselli (5ª-32ª)
 Giuseppe Magi (33ª-38ª e play-off)
- 2019-2020  Paolo Montero
- 2020-2021  Paolo Montero (1ª-7ª)
 Mauro Zironelli (8ª-23ª)
 Paolo Montero (24ª-38ª e play-off)
- 2021-2022  Massimo Donati (1ª-7ª)
 Mauro Antonioli (8ª-14ª)
 Sante Alfonsi (15ª-34ª e play-off)
- 2022-2023  Sante Alfonsi (1ª-5ª) 
 Fabio Prosperi (6ª-11ª)
 Sante Alfonsi (12ª-19ª)
 Manolo Manoni (20ª-34ª)
- 2023-2024  Maurizio Lauro (1ª-25ª)
 Marco Alessandrini (26ª-28ª)
 Maurizio Lauro (29ª-32ª)
 Marco Mancinelli (33ª-34ª e play-off)
- 2024-2025  Ottavio Palladini

- 1926-1929  Ludovico Giovannetti
- 1929-1938 ...
- 1938-1939  Flavio Panfili
- 1939-1940  Emidio Costantini Brancadoro
- 1940-1941  Carlo Giorgini
- 1941-1943 ...
- 1945-1948 ...
- 1948-1965  Domenico Roncarolo
- 1965-1966  Domenico Roncarolo 
 Alberto Gaetani
- 1966-1968  Alberto Gaetani
- 1968-1972  Silvano Di Lorenzo
- 1972-1973  Silvano Di Lorenzo 
 Pietro Guidi Massi
- 1973-1974  Nicola D'Isidori
- 1974-1975  Nicola D'Isidori 
 Arduino Caioni
- 1975-1980  Arduino Caioni
- 1980-1981  Arduino Caioni 
 Ferruccio Zoboletti
- 1981-1990  Ferruccio Zoboletti
- 1990-1992  Antonio Venturato
- 1992-1994  Valentino Venturato
- 1994-1995  Nazzareno Torquati
- 1995-1996  Rocco Sannicandro
- 1996-1999  Giancarlo Amante
- 1999-2001  Riccardo Gaucci
- 2001-2003  Elisabetta Tulliani
- 2003-2004  Mario Bianchi[65]
- 2004-2006  Umberto Mastellarini
- 2006-2009  Giovanni Tormenti
- 2009-2013  Sergio Spina
- 2013-2015  Gianni Moneti
- 2015-2020  Franco Fedeli
- 2020-2021  Domenico Serafino
- 2021  Massimiliano Pulcini,  Franco Zazzetta,  Francesco Voltattorni[66][67]
- 2021-2023  Roberto Renzi
- 2023-  Vittorio Massi

## Palmarès

### Competizioni nazionali
- Serie C: 2

1955-56, e 1973-1974 (girone B)
- Coppa Italia Serie C: 1

1991-1992

### Competizioni interregionali
- Serie D: 3

2000-2001 (girone F), 2012-2013 (girone F), 2015-2016 (girone F) 2024-2025 (girone F)

### Competizioni regionali
- Eccellenza: 3

1994-1995, 2009-2010 e 2013-2014

### Competizioni giovanili
- Campionato Juniores Nazionali: 1

1998-1999
- Campionato regionale Giovanissimi: 2

2010-2011, 2014-2015
- Campionato regionale Allievi: 2

2012-2013, 2014-2015
- Coppa Allievi Professionisti: 1

2005-2006

### Altri piazzamenti
- Serie C:

Secondo posto: 1946-1947 (girone F), 1947-1948 (girone Q)
Terzo posto: 1949-1950 (girone C), 1951-1952 (girone C), 1963-1964 (girone C), 1965-1966 (girone C), 1969-1970 (girone B), 1970-1971 (girone B), 1971-1972 (girone B), 2017-2018 (girone B)
- Serie C1:

Secondo posto: 1980-1981 (girone B)
- Serie C2:

Secondo posto: 1990-1991 (girone C)
Vittoria play-off: 2001-2002
- Serie D:

Secondo posto: 2011-2012 (girone F)
Terzo posto: 2014-2015 (girone F)
- Campionato Nazionale Dilettanti:

Terzo posto: 1996-1997 (girone F), 1997-1998 (girone F)
- Coppa Italia Serie C:

Semifinalista: 1992-1993
- Coppa Italia Dilettanti Marche:

Semifinalista: 2013-2014

## Statistiche e record

### Partecipazione ai campionati
| Livello | Categoria                       | Partecipazioni | Debutto   | Ultima stagione | Totale |
| ------- | ------------------------------- | -------------- | --------- | --------------- | ------ |
| 2º      | Serie B                         | 21             | 1956-1957 | 1988-1989       | 21     |
| 3º      | Prima Divisione                 | 2              | 1932-1933 | 1933-1934       | 44     |
| 3º      | Serie C                         | 29             | 1938-1939 | 2020-2021       | 44     |
| 3º      | Serie C1                        | 11             | 1980-1981 | 2007-2008       | 44     |
| 3º      | Lega Pro Prima Divisione        | 1              | 2008-2009 | 2008-2009       | 44     |
| 3º      | Lega Pro                        | 1              | 2016-2017 | 2016-2017       | 44     |
| 4º      | Serie C2                        | 2              | 1990-1991 | 2001-2002       | 7      |
| 4º      | Serie D                         | 5              | 2014-2015 | 2024-2025       | 7      |
| 5º      | Campionato Nazionale Dilettanti | 5              | 1995-1996 | 1998-1999       | 9      |
| 5º      | Serie D                         | 5              | 1999-2000 | 1977-1978       | 9      |

La Sambenedettese ha disputato 78 stagioni sportive a livello nazionale a partire dall'esordio in Prima Divisione, escludendo le partecipazioni ai campionati regionali prima della seconda guerra mondiale. E non fu ufficialmente attiva nel 1929-1930 e 1935-1936. Sono anche escluse le annate successive al fallimento del 1994, 2009 e 2013, in cui partecipò ai massimi tornei del Comitato Regionale Marchigiano, cui afferiva anche anteriormente al 1932.

Francesco Chimenti, con la Sambenedettese ha realizzato 97 reti in 286 partite, qui contrastato dallo juventino Morini nel corso di un incontro di Coppa Italia.

Paolo Beni, il calciatore della Sambenedettese con il più alto numero di presenze sia complessive che da capitano. Ha giocato per la Sambenedettese dal 1960 al 1973 con 415 presenze e realizzando 22 marcature.

### Statistiche individuali
I capitani storici
- 1949-50 - ...
- 1950-55 -  Luigi Traini (I)
- 1955-58 -  Alberto Astraceli
- 1958-60 -  Biagio Dreossi
- 1960-64 -  Angelo Buratti
- 1964-72 -  Paolo Beni
- 1972-76 -  Aldo Anzuini
- 1976-80 -  Francesco Chimenti (I)
- 1980-86 -  Luigi Cagni

Migliori marcatori in assoluto
- 133 -  Luigi Traini (I)
- 97 -  Francesco Chimenti (I)
- 53 -  Marcello Flammini (I)
- 49 -  Guido Lazzari
- 46 -  Guido Marchegiani (III)
- 43 -  Pasquale Minuti
- 42 -  Romano Tozzi Borsoi
- 39 -  Giordano Napolano
- 39 -  Maurizio Simonato
- 36 -  Angelo Maruzzella
- 34 -  Antonio Palestini (V)
- 34 -  Angelo Buratti
- 34 -  Cristian Pazzi
- 33 -  Giovanni Carnevali
- 32 -  Valeriano Ottino
- 31 -  Osvaldo Taffoni (I)
- 31 -  Filippo Traini (II)

Giocatori più presenti in assoluto
- 415 -  Paolo Beni
- 286 -  Francesco Chimenti (I)
- 262 -  Luigi Cagni
- 251 -  Luigi Palestini (IV)
- 238 -  Angelo Buratti
- 214 -  Luigi Traini (I)
- 204 -  Franco Catto
- 204 -  Bruno Ranieri
- 197 -  Maurizio Marchini
- 196 -  Nicola Ripa
- 193 -  Giancarlo Petrangeli
- 193 -  Stefano Visi
- 192 -  Tommaso Brignone
- 177 -  Giovanni Romani
- 173 -  Guglielmo Mecozzi
- 171 -  Alberto Astraceli
- 165 -  Benedetto Paci (I)
- 158 -  Piero Persico
- 155 -  Ivo Di Francesco
- 155 -  Maurizio Simonato
- 151 -  Marcello Flammni (I)

### Italia
- Stefano Visi, partecipa nel 1993 con la Nazionale olimpica ai Giochi del Mediterraneo in Francia; nel 1994 con l'Italia è vincitore dell'Europeo Under-21 del 1994.[71] In totale con le Nazionali giovanili ha giocato dal 1992 al 1994 collezionando 19 convocazioni ed 8 presenze.[72]

## Tifoseria

### Storia

La gradinata sud, settore degli ultras sambenedettesi, in esultanza. Una delle ultime gare interne presso lo Stadio Fratelli Ballarin.

La maggioranza dei tifosi della Sambenedettese proviene da San Benedetto del Tronto e dai comuni limitrofi. Lungo la costa Adriatica marchigiana notevole è il seguito dei rossoblu: da Grottammare, con cui confina e forma un unico agglomerato urbano, Cupra Marittima, Campofilone, Pedaso, Porto Sant'Elpidio, Civitanova Marche e Porto Potenza Picena; nella provincia di Ascoli Piceno Massignano, Ripatransone e Montefiore. È sostanzioso il seguito dai comuni della Valle del Tronto: dalla confinante Monteprandone e dalla popolosa frazione di Centobuchi risalendo la vallata fino a Castel di Lama. Provengono molti tifosi dall'Abruzzo, di cui un grande numero dalla confinante Martinsicuro, Alba Adriatica e Tortoreto. Da considerare i molti tifosi e appassionati che seguono la Sambenedettese da molte zone dell'Italia centro-settentrionale dove risiedono cittadini sambenedettesi.

### Gemellaggi e rivalità

I due storici presidenti Ferruccio Zoboletti (al centro) e Rozzi (a destra) a guardare il derby uno accanto all'altro

La tifoseria marchigiana sostiene due gemellaggi molto sentiti da ambo le parti con le tifoserie di Civitanovese, nato a inizio anni ottanta, e Rimini. Un importante rapporto di amicizia si ha con i gruppi Romanismo, PGU, Ultras Primavalle, Fedayn e Boys della Roma. Altre amicizie degne di nota sono quelle con le tifoserie di Avellino, Taranto, Chieti, Sangiustese e Crotone (tra i gruppi Gioventù Pitagorica e Onda d'urto). In campo internazionale si segnalano ottimi rapporti con i sostenitori tedeschi di Bayern Monaco e Friburgo e con quelli francesi del Montpellier. In passato la tifoseria rossoblù è stata gemellata con quella del Verona.
La maggiore rivalità riguarda la tifoseria dei corregionali ascolani, altre importanti ostilità si hanno verso altre tifoserie marchigiane, quella dell'Ancona. Di minore entità, in ambito regionale, le rivalità con Vis Pesaro e Maceratese e con la tifoseria della Fermana.
Rivalità molto accesa anche con gli abruzzesi dell'Aquila e del Pescara. Degna di nota anche la rivalità con i tifosi campani della Cavese e Juve Stabia. Inoltre, non idilliaci sono i rapporti con le tifoserie di Vicenza, Arezzo, Bari, Brescia, Cesena, Foggia, Perugia, Siena, Teramo e Ternana.

## Organico

### Rosa 2025-2026
Rosa aggiornata al 13 agosto 2025.
| N. |                   | Ruolo | Calciatore                |
| -- | ----------------- | ----- | ------------------------- |
| 1  | Italia (bandiera) | P     | Tommaso Orsini            |
| 4  | Italia (bandiera) | D     | Alessio Zini              |
| 5  | Italia (bandiera) | D     | Mirko Chelli              |
| 7  | Italia (bandiera) | A     | Pasquale Marranzino       |
| 8  | Italia (bandiera) | C     | Riccardo Bongelli         |
| 9  | Italia (bandiera) | A     | Umberto Eusepi (capitano) |
| 10 | Italia (bandiera) | C     | Alessandro Sbaffo         |
| 11 | Italia (bandiera) | A     | Nazareno Battista         |
| 12 | Italia (bandiera) | P     | Matteo Grillo             |
| 14 | Italia (bandiera) | D     | Filippo Tosi              |
| 15 | Italia (bandiera) | D     | Alessandro Zoboletti      |
| 17 | Italia (bandiera) | D     | Leonardo Pezzola          |
| 18 | Italia (bandiera) | C     | Kevin Candellori          |
| 19 | Italia (bandiera) | D     | Riccardo Vesprini         |

| N. |                   | Ruolo | Calciatore          |
| -- | ----------------- | ----- | ------------------- |
| 20 | Italia (bandiera) | C     | Simone Paolini      |
| 21 | Italia (bandiera) | D     | Alessandro Dalmazzi |
| 22 | Italia (bandiera) | P     | Giovanni Cultraro   |
| 23 | Guinea (bandiera) | A     | Nouhan Touré        |
| 24 | Italia (bandiera) | C     | Vincenzo Alfieri    |
| 30 | Italia (bandiera) | C     | Luca Napolitano     |
| 32 | Italia (bandiera) | D     | Federico Chiatante  |
| 37 | Guinea (bandiera) | C     | Moussa Touré        |
| 47 | Spagna (bandiera) | A     | Amadou Konate       |
| 77 | Italia (bandiera) | A     | Christian Iaiunese  |
| 90 | Italia (bandiera) | A     | Francesco Scafetta  |
| 94 | Italia (bandiera) | C     | Flavio Tataranni    |
|    | Italia (bandiera) | C     | Luca Lulli          |